# Палаццо Доріа-Турсі
Палаццо Доріа-Турсі — історичний палац у Генуї, на півночі Італії. Входить до складу музейного комплексу міста Palazzi dei Rolli. Водночас палац слугує музеєм та місцем перебування муніципалітету Генуї.

## Історія побудови

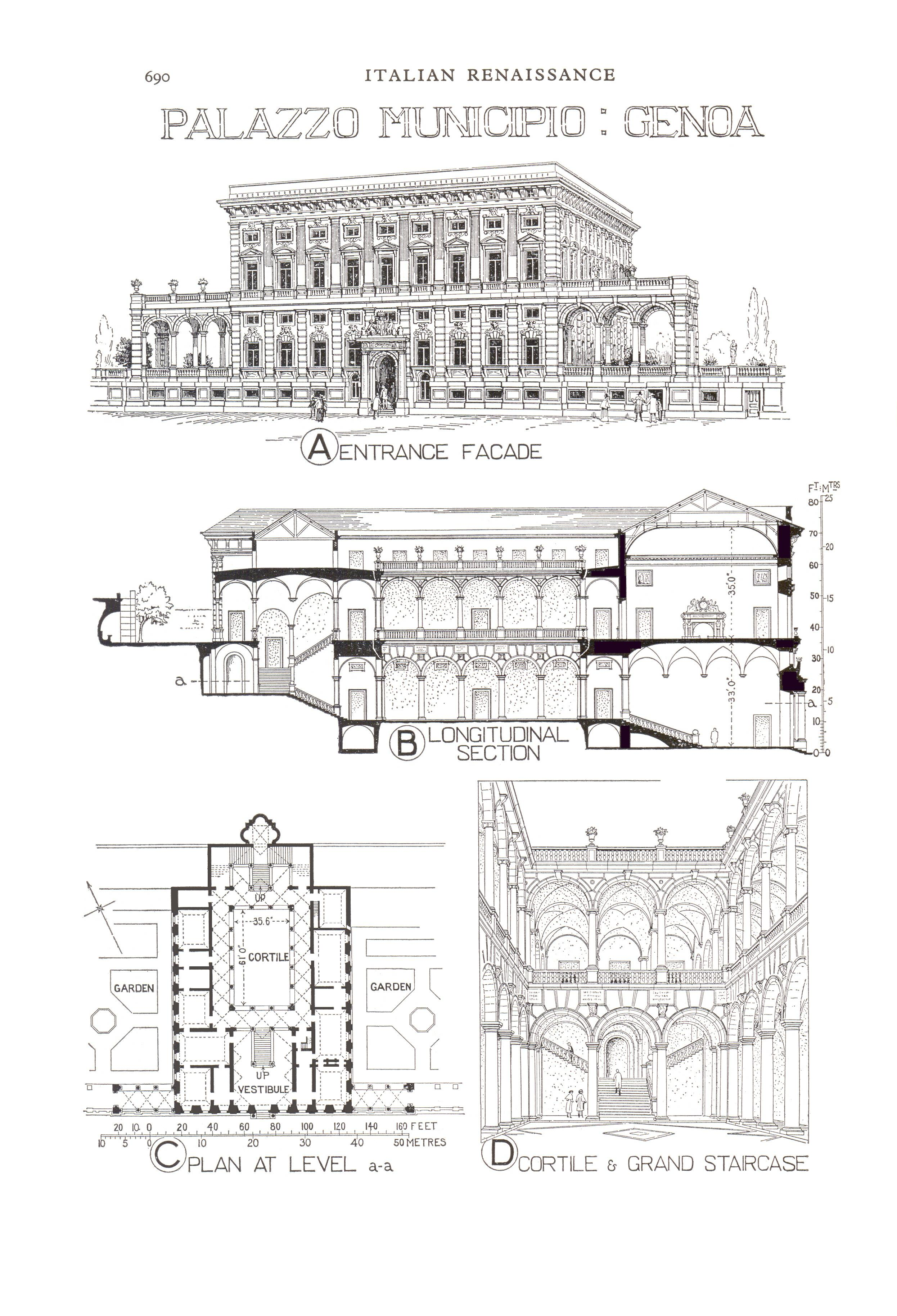
Палаццо Доріа-Турсі в роки, коли був муніципалітетом міста Генуя. Фото сторінки 2017 р.

За років життя Андреа Доріа у 16 ст. ця вулиця носила назву Страда Нуова і була аристократичним районом Генуї. Була перейменована на вулицю Гарібальді на честь національного героя Італії.
Під палац були використані підмурки ще середньовічних споруд. Споруду палацу вибудували на схилі пагорба і архітектори Доменіко та Джованні Понцелло доволі вдало обіграли недоліки земельної ділянки, перетворивши їх на переваги. Замовником виступав Нікколо Грімальді, найбагатша особа в тогочасній Генуї. Саме банкір Нікколо Грімальді виступав кредитором іспанського короля Філіппа ІІ.
Нікколо Грімальді дозволив собі вибудувати палацовий комплекс на трьох земельних ділянках, де виникли палац, два великі сади з фонтанами і скульптурою. Взагалі в Генуї Грімальді мав майже двадцять вісім (28) палацових споруд. 
1597 року до палацової споруди додали дві відкриті лоджії. Саме тоді володарем палацу і земельної ділянки був Джованні Андреа Доріа, князь Мельфійський, що придбав 1593 року палац для власного сина Карло, герцога Турсі. Нинішна назва палацу утворилась зі сполучення Доріа та Турсі.
Для будівництва використовували коштовні будівельні матеріали, серед котрих були каррарській мармур, темно-сірий сланець, рожевий камінь з Фіналі-Лігуре тощо. Відомо, що на будівельних матеріалах не економили.
Новий палац вийшов пишним настільки, що став візитівкою Генуї. Згодом його відводили під тимчасові резиденції найповажніших і впливових візітерів у Геную, тут мешкали папи римські, титуловані аристократи, королі чи принци, імператори.
Парадний портал палацу створив архітектор-декоратор Таддео Карлоне з фігурами вояків. Пізніше (коли палац став ратушею у 19 ст.) їх замінили щитом з хрестом та гербом міста Генуї.

## Рубенс і палац Доріа-Турсі
На фламандського художника Пітера Пауля Рубенса, що тривалий час працював у Італії, палац справив надзвичайне враження як високими мистецькими якостями, так і розкошами, до котрих Рубенс мав слабкість. По поверненню у місто Антверпен Рубенс, що був переважно художником, виступив ще й як історик архітектури та сприяв виданню книги з описами барокових палаців Генуї, небачених у Фландрії (у Фландрії дотримувались інших будівельних традицій). В пам'ять про палаци Генуї Рубенс перебудував і власний будинок-палац у Антверпені. 

## Палаццо Доріа-Турсі в 19 ст.

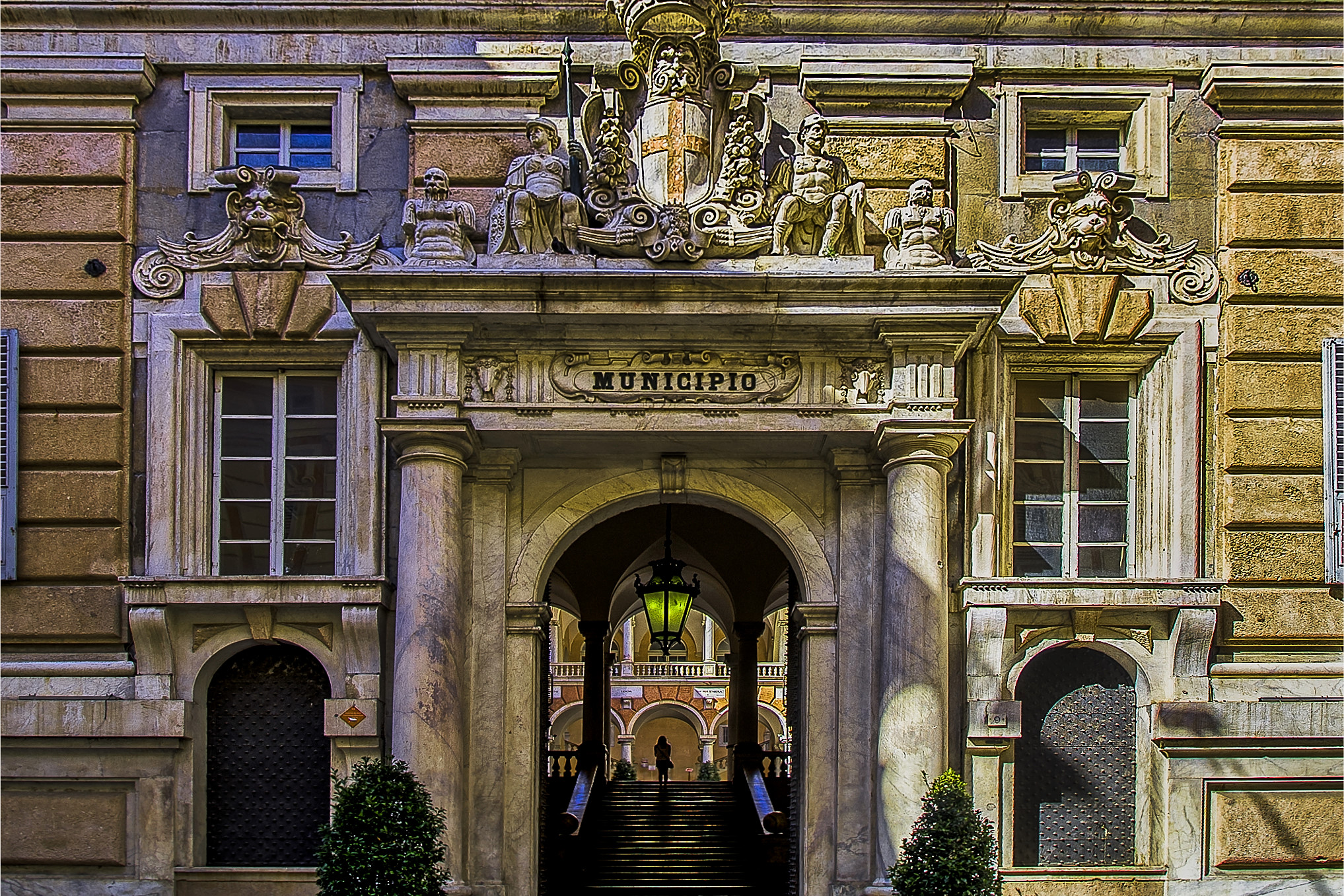
Парадний портал палацу, що став ратушею Генуї, фото 2014 р.

Ще 1820 року, коли Сардинське королівство приєднало до власних володінь заслаблу і втратившу могутність аристократичну Генуєзьку республіку, палац придбав король Віктор Еммануїл І Савойський. Королівський архітектор Карло Рандоні отримав замову на ремонт палацу. Саме Карло Рандоні і подбав про будівництво вежі з годинником, котрої тоді не було. 1848 року тут розташували також ратушу міста Генуя.

## Фасади палацової споруди

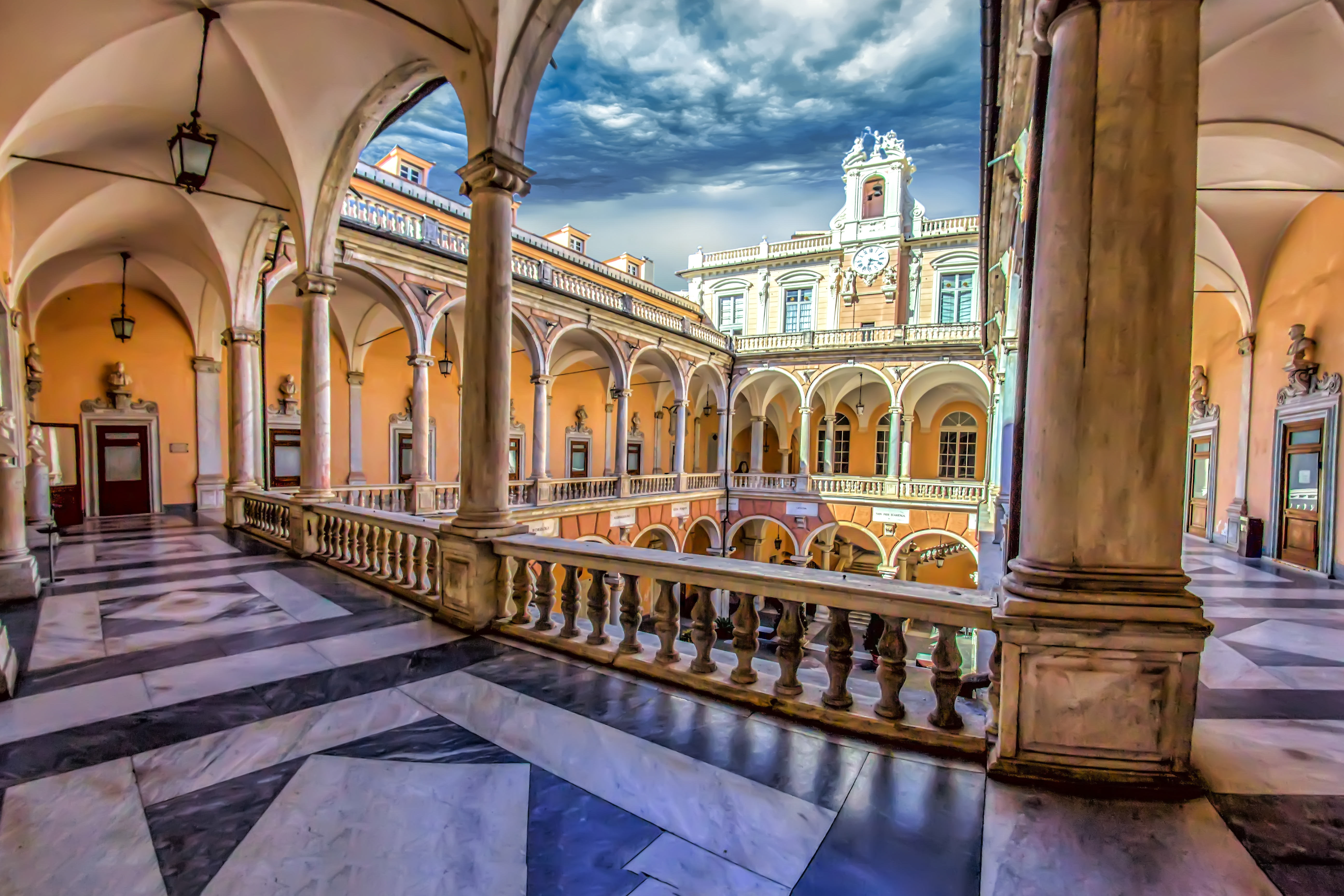
Палаццо Доріа-Турсі, відкрита галерея і внутрішній дворик, фото 2016 р.

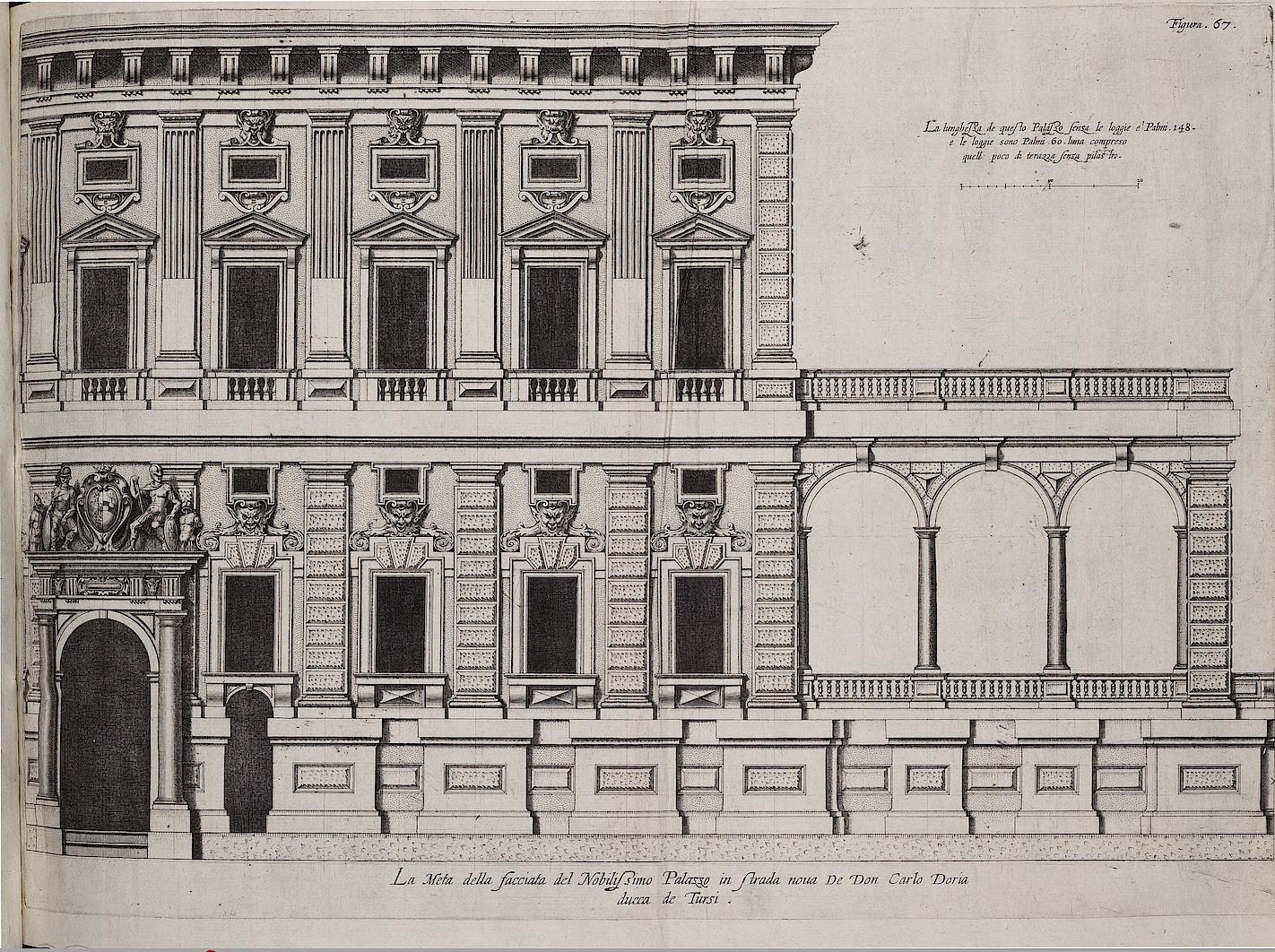
Пітер Пауль Рубенс. Палаццо Доріа-Турсі, первісний декор палацу до перебудов.
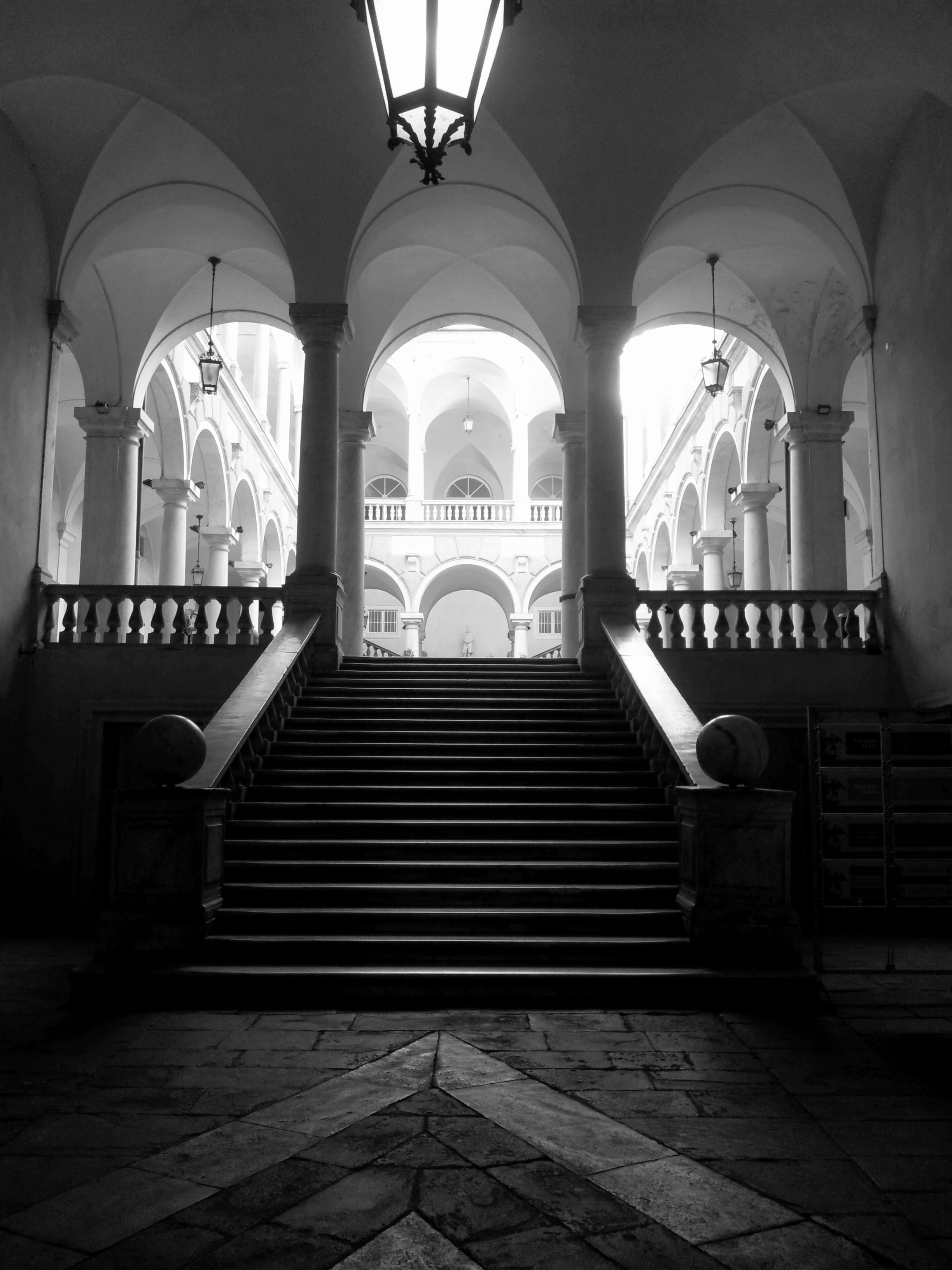
Палац Доріа-Турсі, атріум і сходова клітка, фото 2012 р.
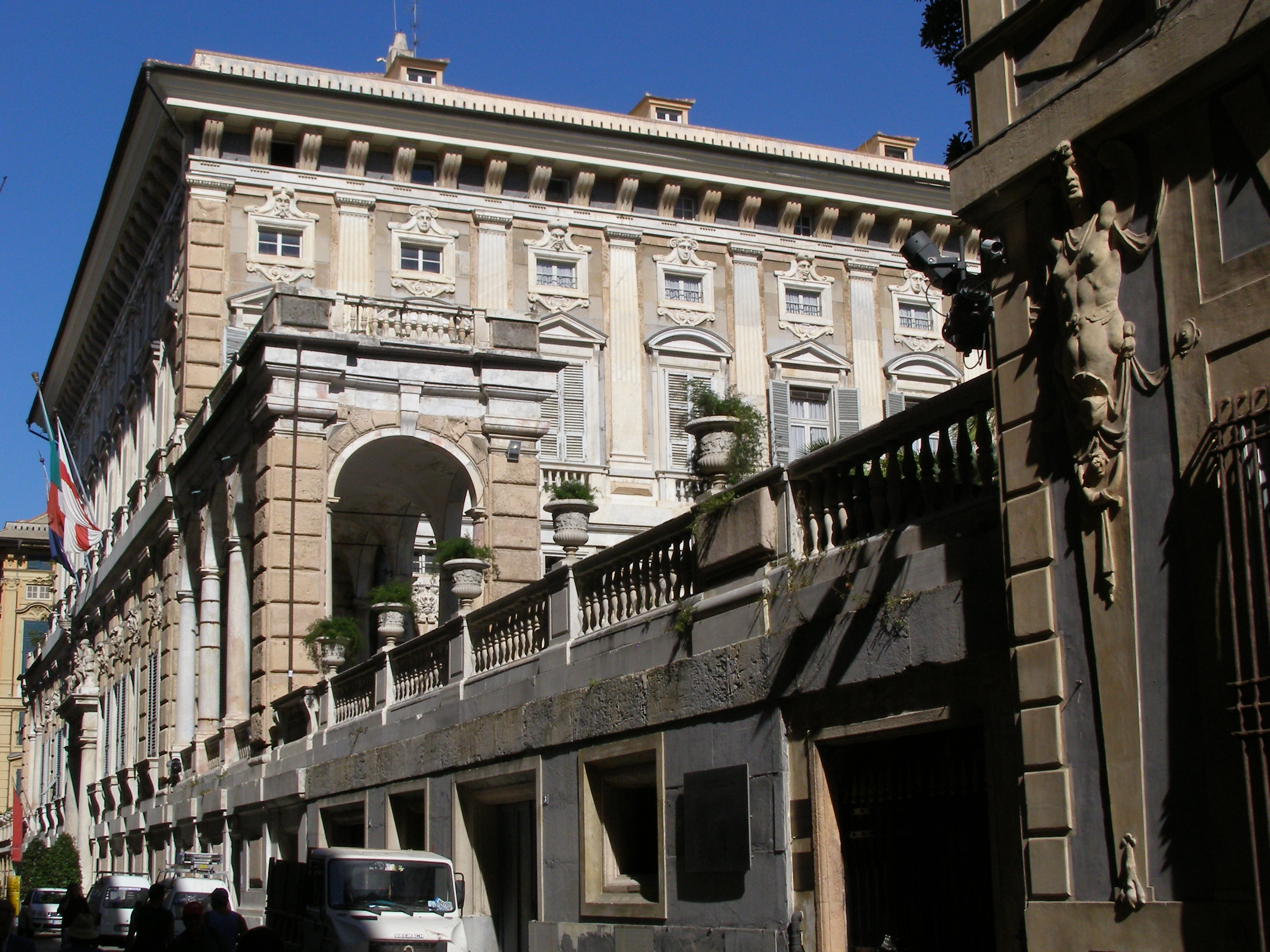
Палац Доріа-Турсі, вигляд з кута.
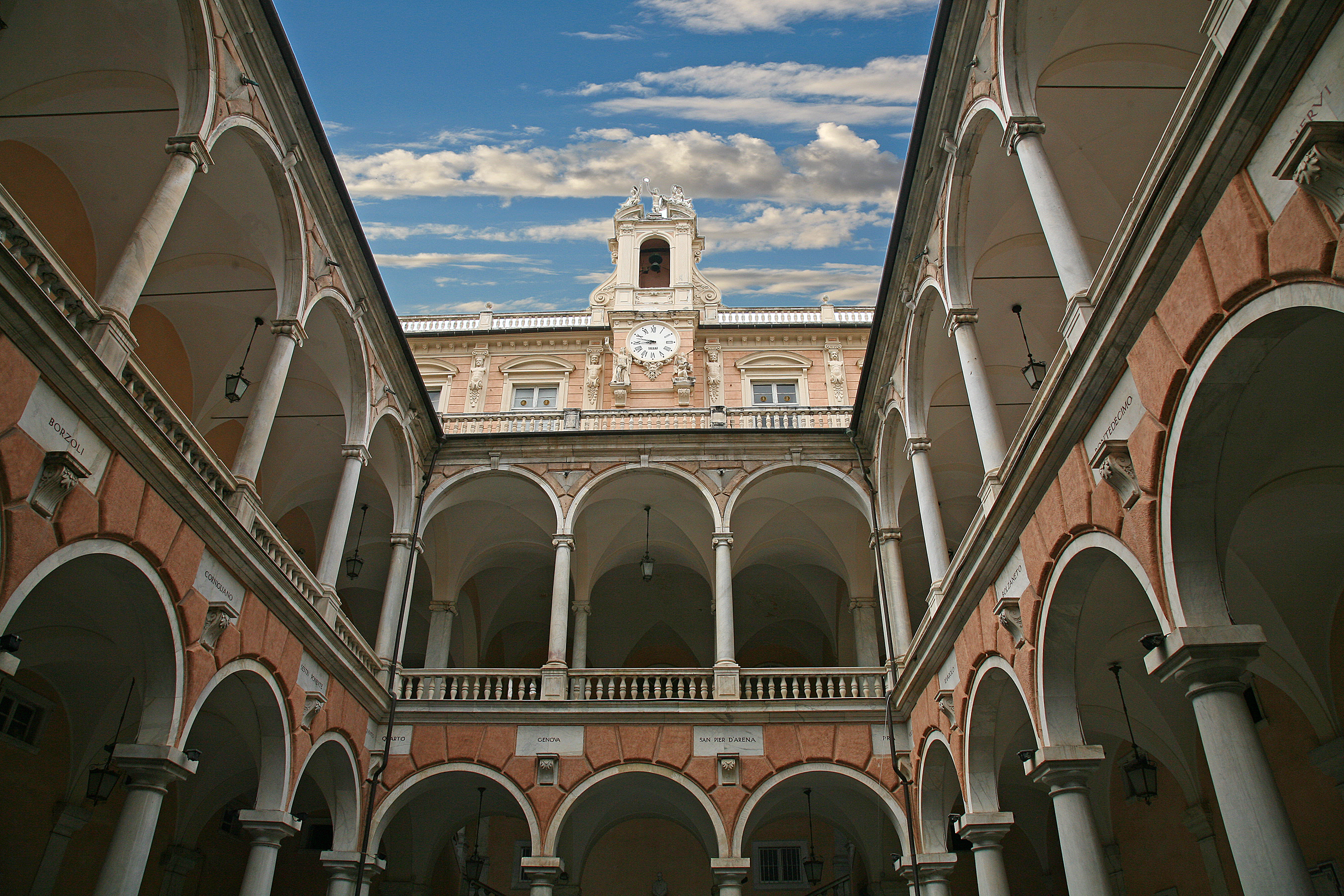
Палац Доріа-Турсі, внутрішній дворик.
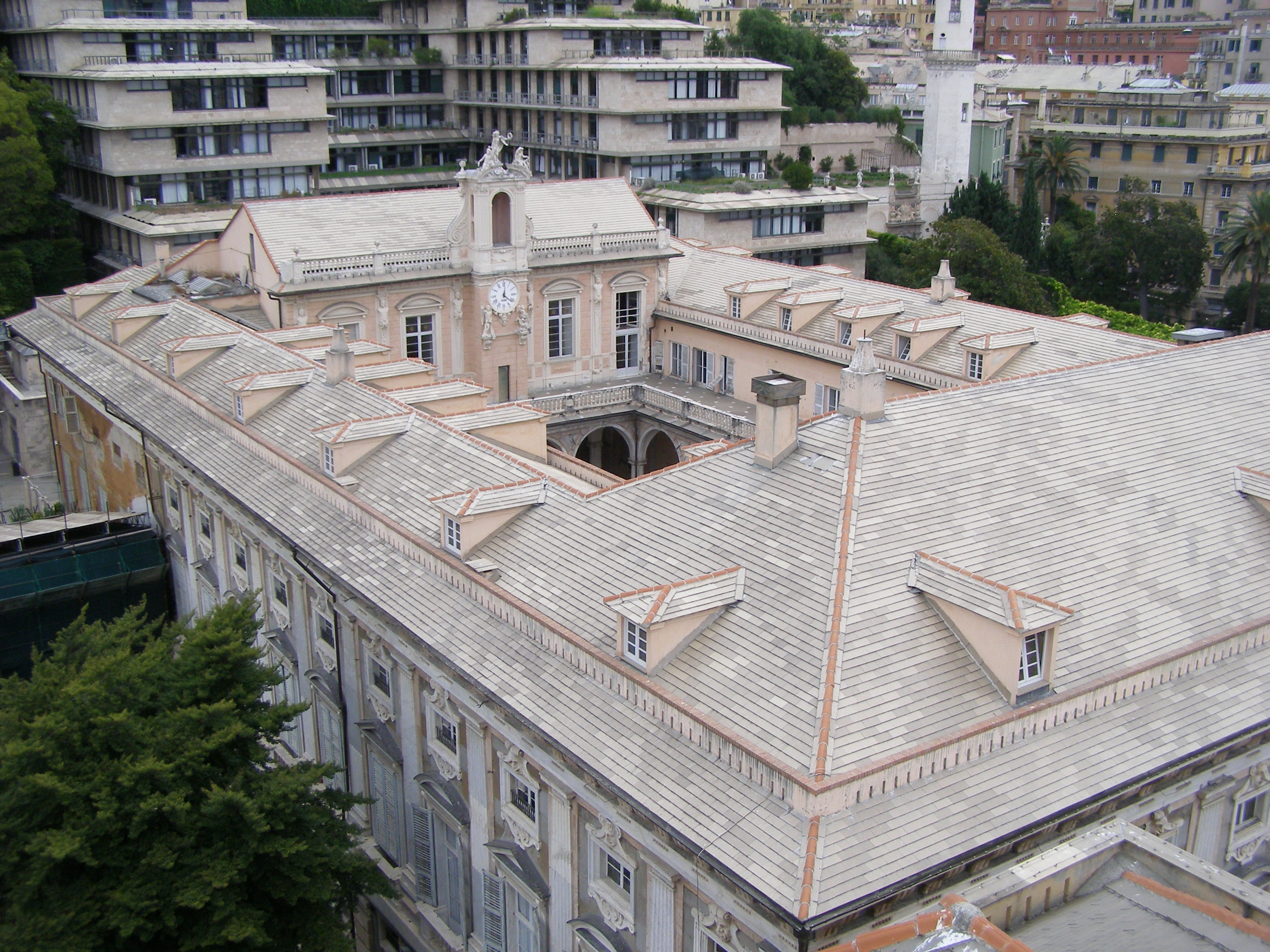
Палаццо Доріа-Турсі, вигляд зверху, фото 2012 р.

## Декор інтер'єрів в палаццо Доріа-Турсі

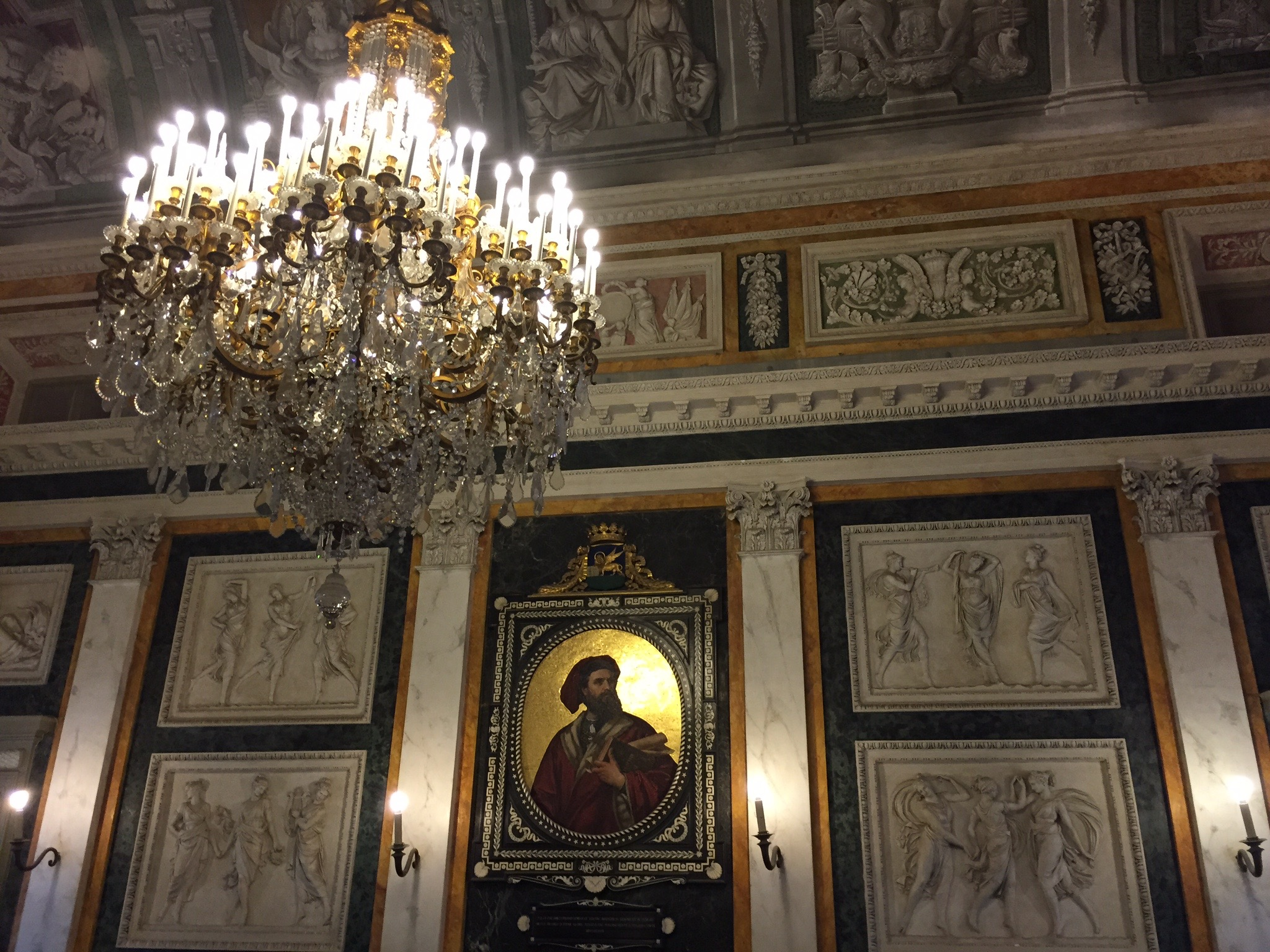
Палаццо Доріа-Турсі, вестибюль з декором неокласицизму та портретом мандрівика та шпигуна Марко Поло.
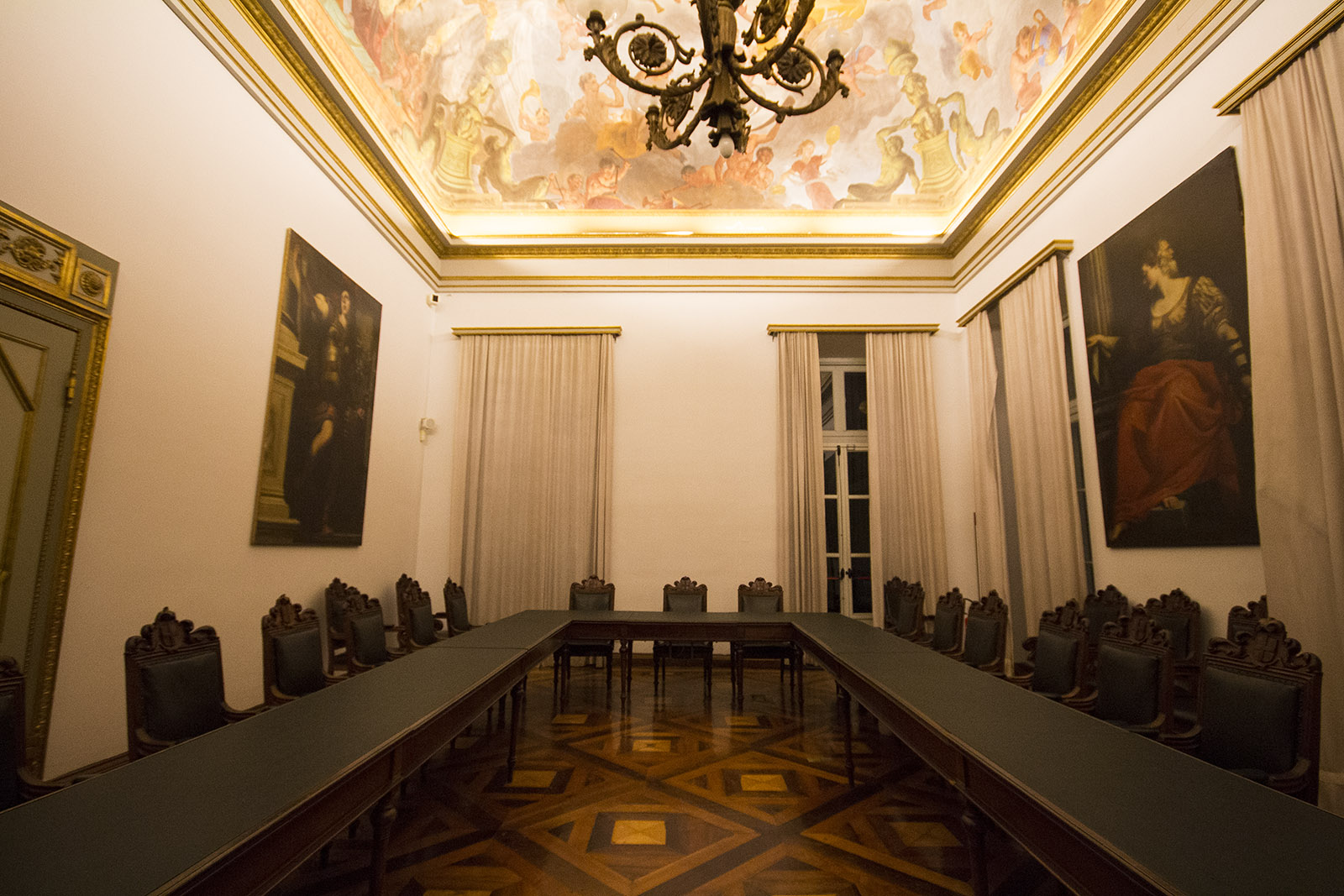
Палаццо Доріа-Турсі, зала засідань з живописом
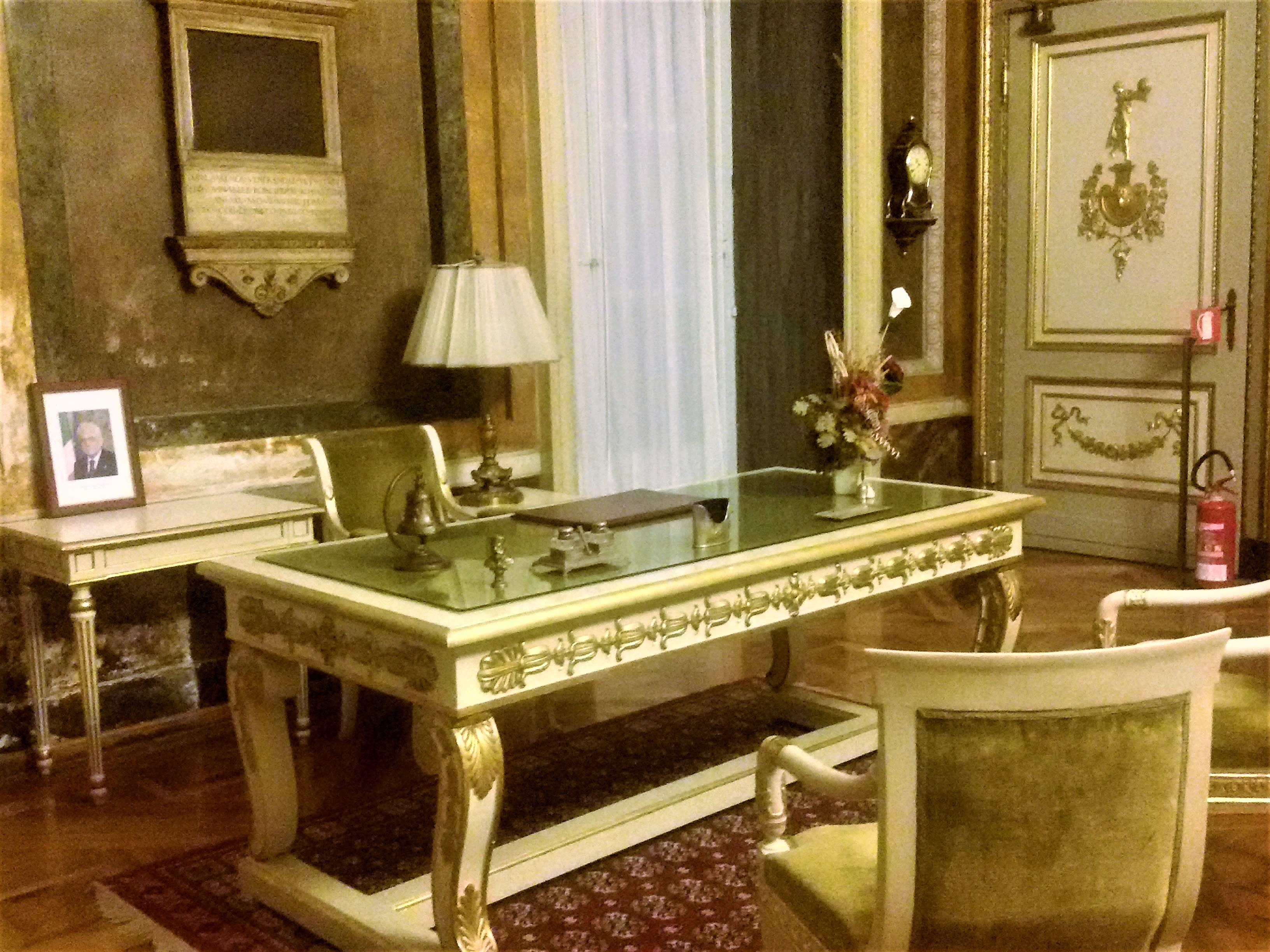
Палаццо Доріа-Турсі, меблі 19 ст.
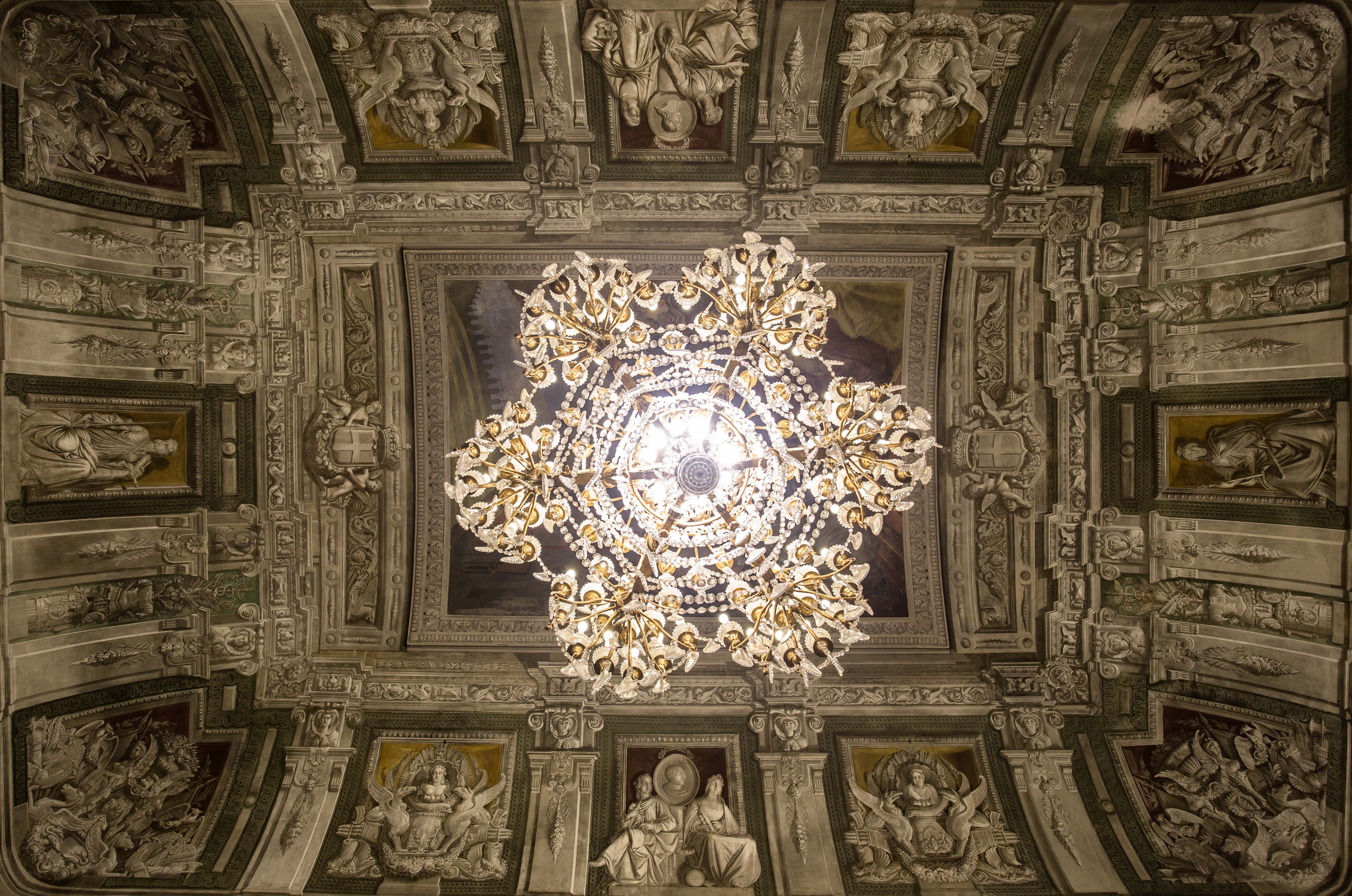
Палаццо Доріа-Турсі, декор стелі в техніці грізайль

## Експонати музейної колекції

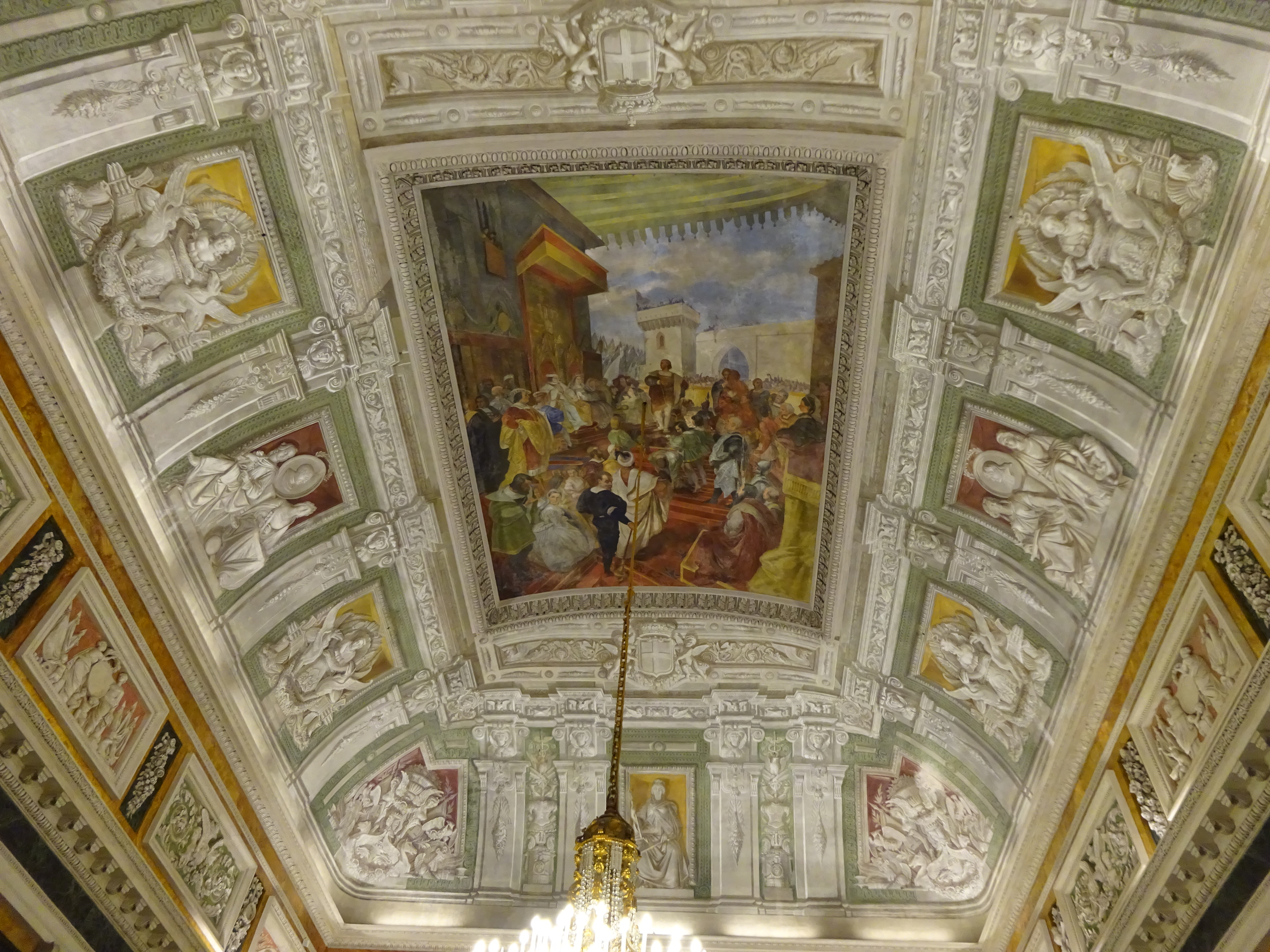
Палац Доріа-Турсі, плафон в залі аудієнцій.
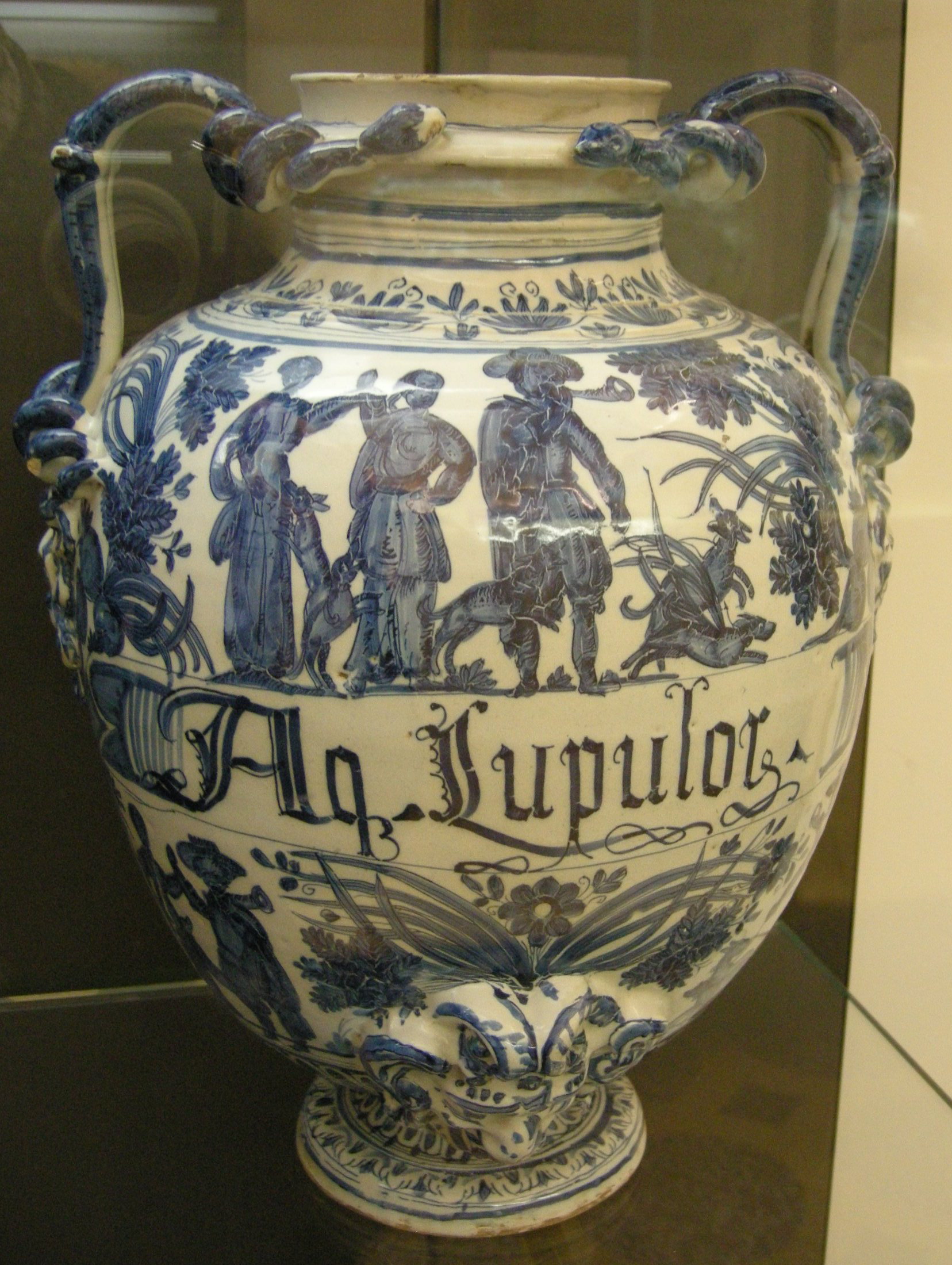
Колекція кераміки, аптекарська ваза 17 ст.
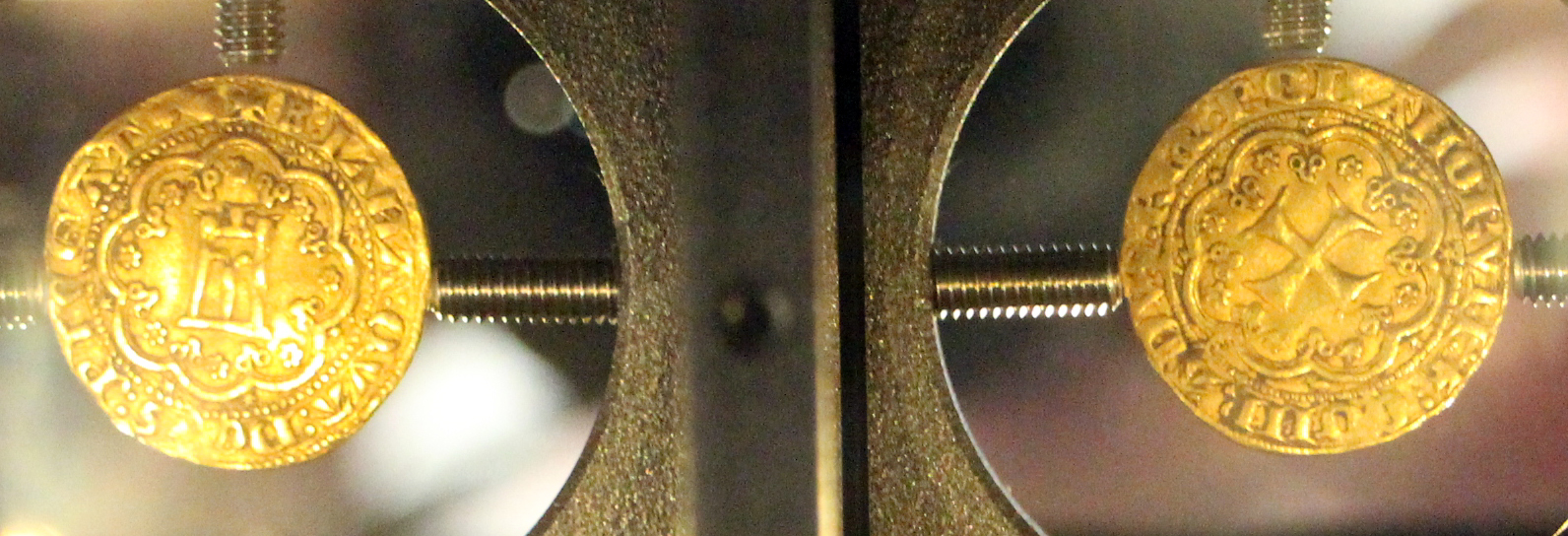
Зразки нумізматичної колекції, так звані Геновіно. Фото 2011 р.
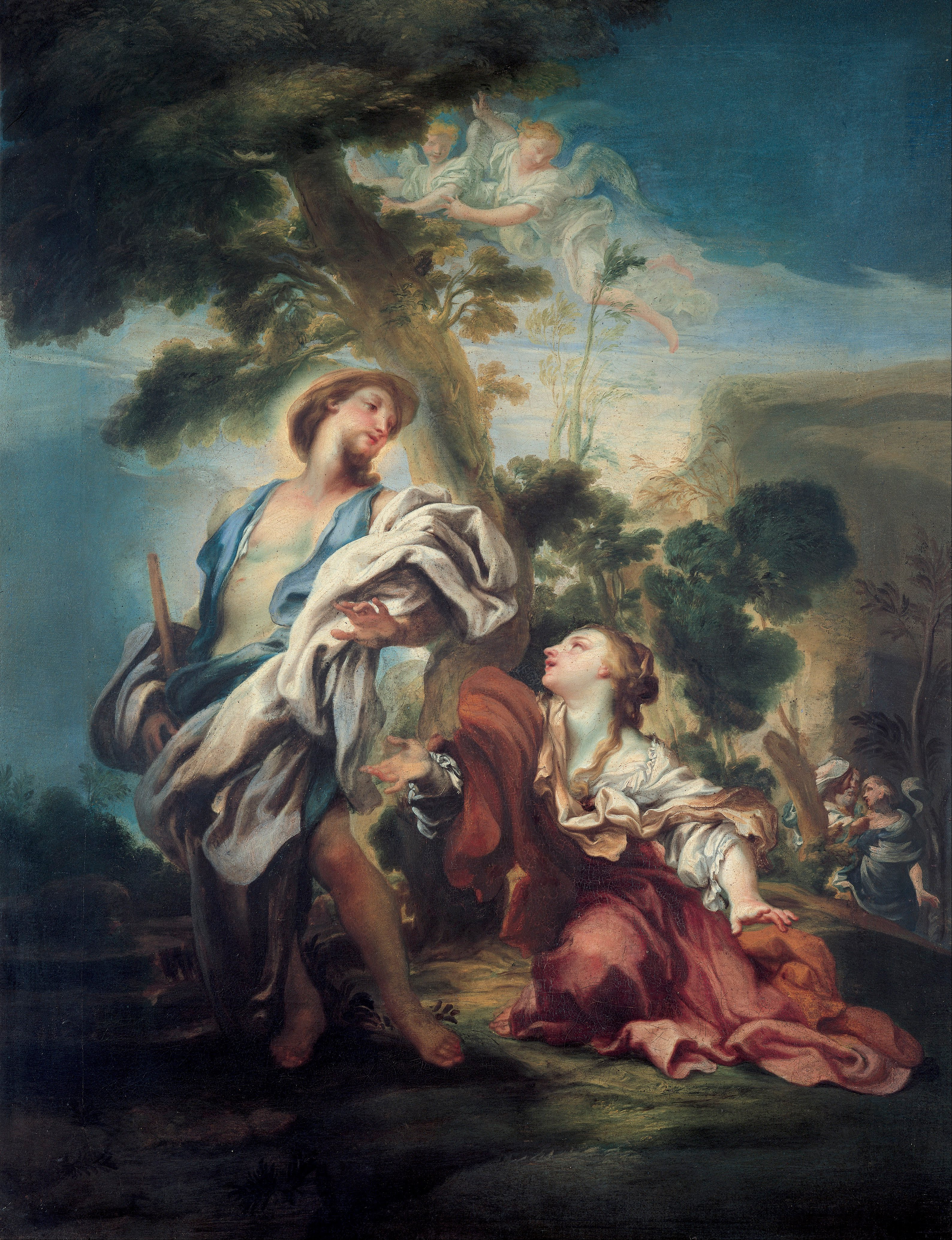
Грегоріо де Ферраврі (1647 - 1726). Христос-садівник або Не торкайся мене, 1680 р.